# Llata d'espart

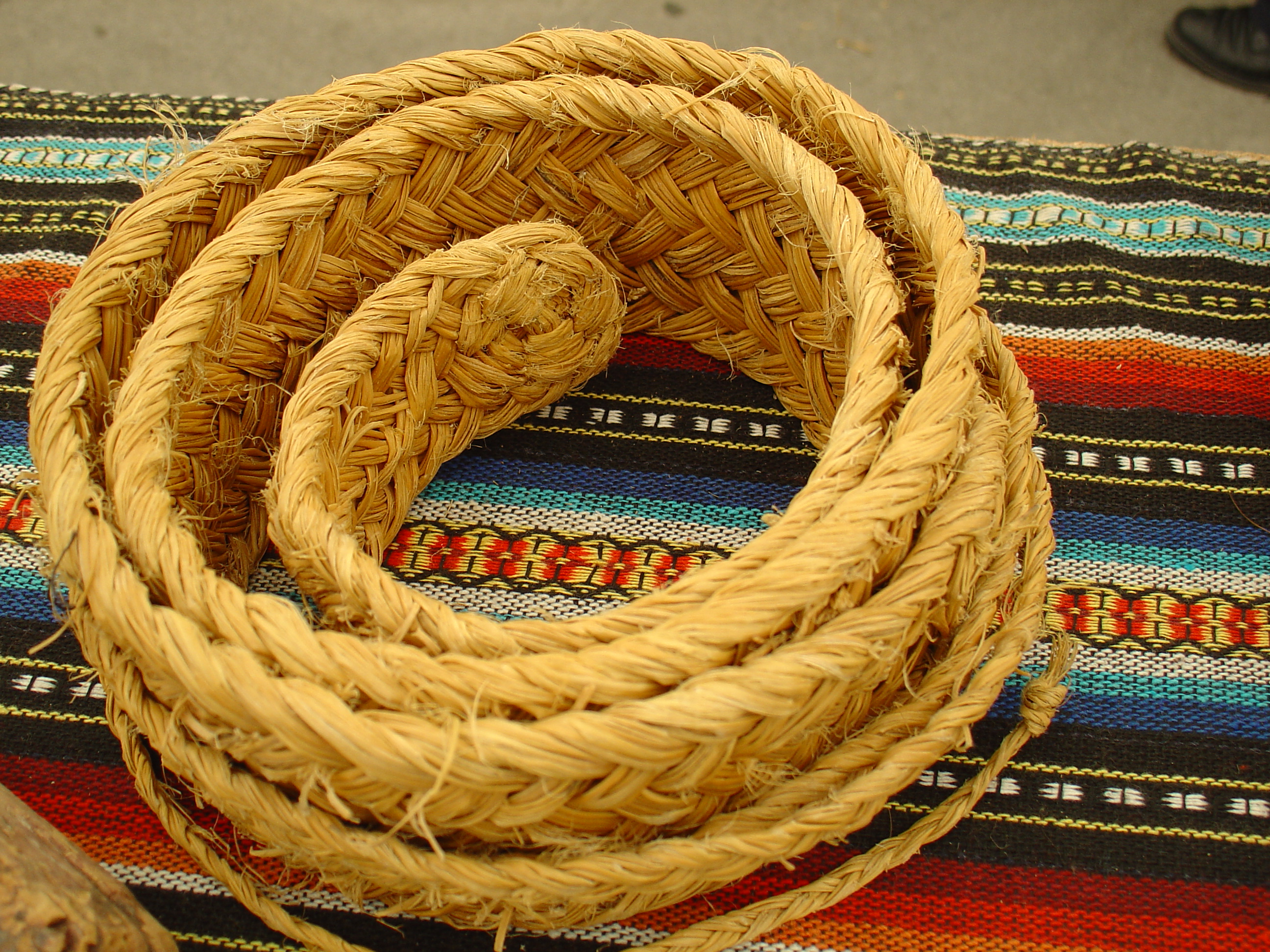
Una llata d'una fira murciana.

La Llata és un element utilitzat en l'elaboració d'objectes a partir de fibra d'espart.
Una Llata és una espècie de trena d'espart formada per més de tres malles, que pot anar de cinc a vint-i-una malles, totes elles amb un número imparell. Les trenes més habituals estan formades per cinc, tretze o quinze malles. La trena de malles s'anomena sola o aixereta (en castellà, soga, com al Carrer de Soguers de València). Les llates d'espart picat s'utilitzen per a sarrons, fer sola d'espardenya o reforçar vores de senalles. Les llates d'espart cru sols aprofiten per a lligar feixos, i les llates de més de cinc malles sempre es fan amb espart cru. La dificultat de l'elaboració i el temps invertit augmenta depenent de la quantitat de malles utilitzades en l'elaboració de la llata.

## Elaboració

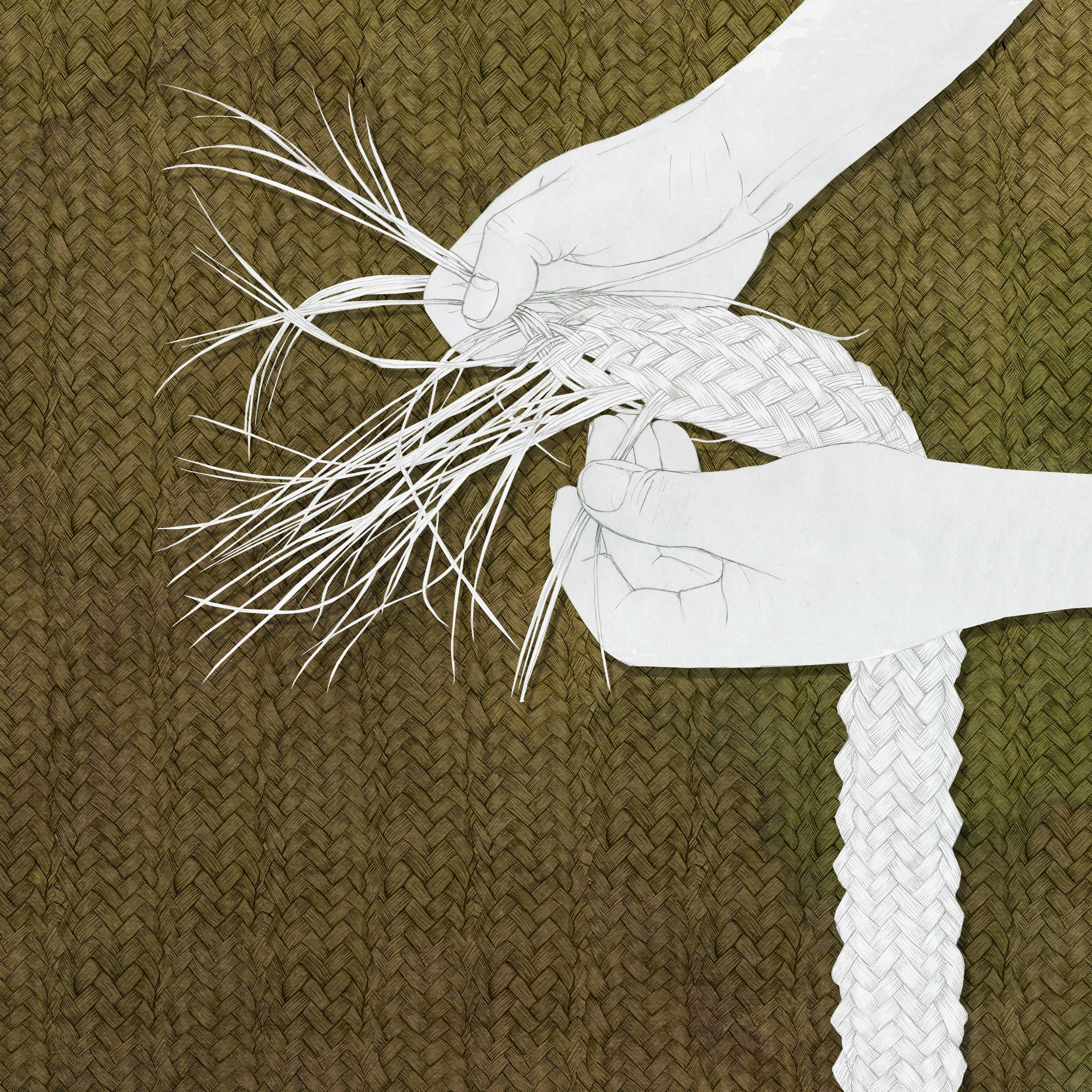
Mans trenant llata. Museu Valencià d'Etnologia.

Les llates s'elaboren a partir de malles d'espart lligades. Quan l'espart es consumeix en el trenament se n'afegeix més, però s'afegeix de manera paral·lela a la malla que fa d'element actiu. Depenent de la tradició de cada localitat, l'espart s'afegeix pels dos costats de la llata o només per un. Les puntes poden incloure's o excloure's de la llata depenent de la finalitat o tipus de faena a realitzar.
A les localitats amb tradició espartera, l'elaboració de la llata era reservada a les dones, mentre que a les localitats sense tradició era realitzada pel sarier. A Crevillent, les dones compraven la fibra d'espart per a fer llates, que alhora venien als mateixos esparters que els havien venut la fibra. A L'Horta, els sariers compraven espart a Hellín, que després comercialitzaven a localitats del Camp de Túria. En esta comarca, com a la Vall d'Albaida, les dones feien la llata i els hòmens la cosien allà mateix. Posteriorment, els esparters compraven les senalles inacabades, i finalitzaven la realització als tallers.

## Mesura
La mesura tradicional de la llata era en braces o mitges vares. Un altre sistema era vore quantes voltes pegava la llata dins de l'enroll. Cada localitat tenia un sistema per a mesurar un cap de llata.
| Mida del cap   | Lloc                    |
| -------------- | ----------------------- |
| 40 vares       | La Cuba                 |
| 42-36-11 vares | La Vall d'Albaida       |
| 30 vares       | Camp de Túria i l'Horta |
| 13 voltes      | Crevillent              |
| 5-10 voltes    | Mutxamel                |